# Nobutaka Tanaka
Nobutaka Tanaka (Saitama, 10 juni 1971) is een voormalig Japans voetballer.

## Carrière
Nobutaka Tanaka speelde tussen 1994 en 1996 voor Kashiwa Reysol.